# Lomtjärnen (Lillhärdals socken, Härjedalen, 687519-140423)
Lomtjärnen är en sjö i Härjedalens kommun i Härjedalen och ingår i Ljusnans huvudavrinningsområde. Sjöns area är 0,025 kvadratkilometer och den befinner sig 508 meter över havet.